# Huwelijk van prins William en Catherine Middleton

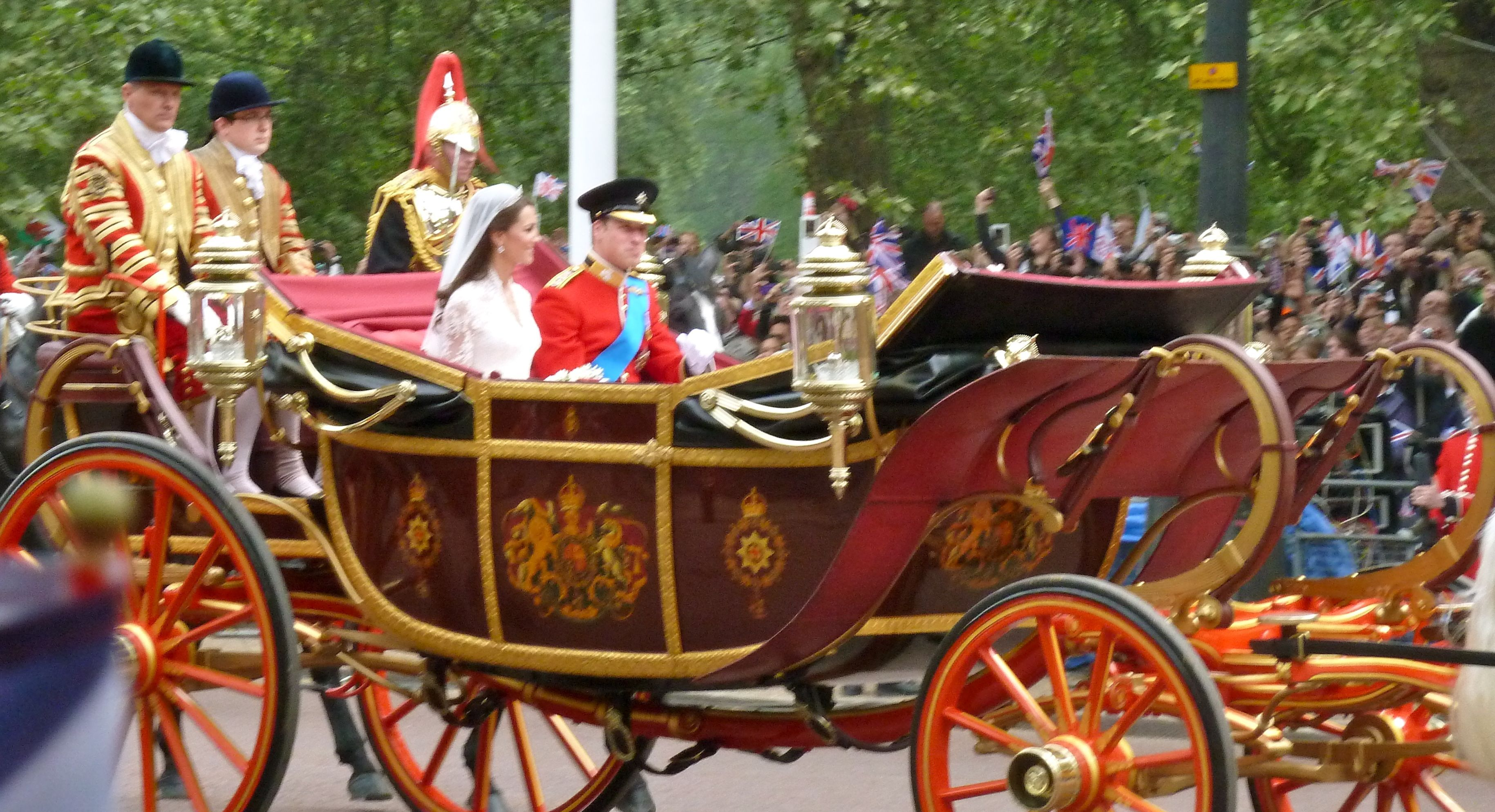
William en Catherine in de 1902 State Landau, een historische koets, na de viering.

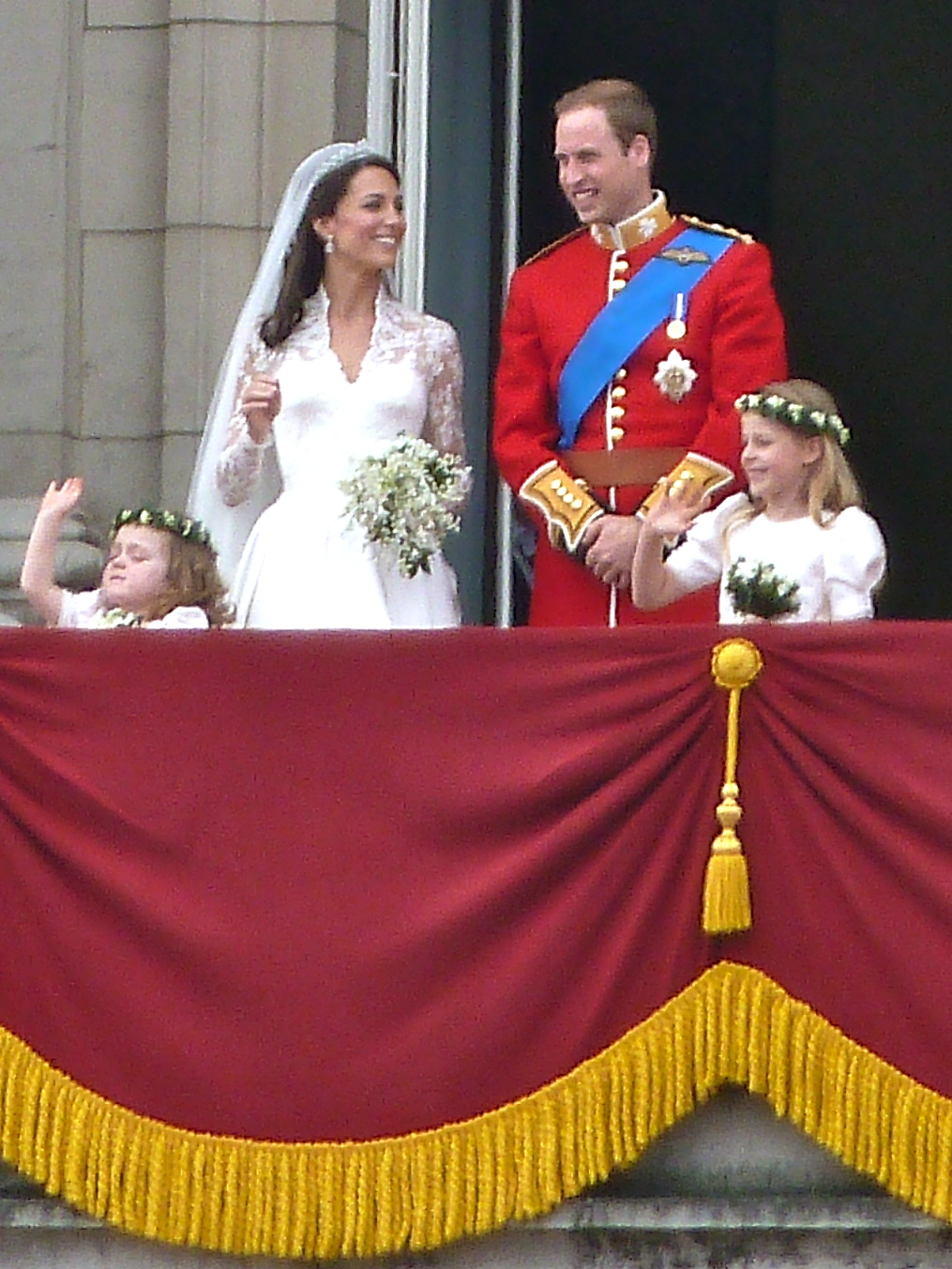
Het bruidspaar op het balkon van Buckingham Palace na de huwelijksplechtigheid.

Route van Westminster Abbey naar Buckingham Palace.

Het huwelijk van prins William en Catherine "Kate" Middleton vond plaats in Westminster Abbey op 29 april 2011.
William, eerste in lijn voor de troonopvolging, ontmoette Middleton in 2001, toen beiden aan de Universiteit van St Andrews studeerden. Hun verloving ging in op 20 oktober 2010 en werd op 16 november 2010 bekendgemaakt.

## Orde van dienst
Enkele uren voor de viering kreeg prins William van zijn grootmoeder de dynastieke titels van hertog van Cambridge, Baron Carrickfergus en Earl of Strathearn. Na de plechtigheid werd Catherine hertogin van Cambridge (Her Royal Highness The Duchess of Cambridge) en kreeg ze het aanspraak op de titels Countess of Strathearn en Baroness Carrickfergus.
De dienst werd geleid door de aartsbisschop van Canterbury, Rowan Williams, en de bisschop van Londen, Richard Chartres. De muzikale omlijsting werd verzorgd door het Westminster Abbey Choir, het Chapel Royal Choir, het London Chamber Orchestra en een fanfare van de Central Band of the Royal Air Force.
Toen na afloop van de dienst het huwelijkspaar, de familie Middleton en de koninklijke familie op het balkon van Buckingham Palace verschenen om het publiek te groeten, voerde de Royal Air Force als eresaluut een flypast uit: drie historische propellertoestellen gingen vier jets vooraf. Het publiek zag een Lancaster geflankeerd door een Spitfire en een Hurricane, gevolgd door twee Typhoons en twee Tornado's GR4.
Catherine droeg tijdens de dienst een tiara met witte diamanten, die door koningin Elizabeth geleend was uit de koninklijke verzameling. Haar bruidsjurk is een ontwerp van Sarah Burton, sinds 2010 creatief directeur van modehuis Alexander McQueen na het overlijden van deze laatste. William droeg het rode uniform van de Irish Guards, een regiment van het British Army, als saluut aan deze grondtroepen die in actieve dienst in Afghanistan waren. Net zoals alle aanwezige militairen droeg de prins zijn medailles en eretekens, waaronder zijn grootlint van de Kouseband. Hierop waren zijn 'wings' bevestigd.

## Genodigden
Kroonprins Filip en prinses Mathilde vertegenwoordigden het Belgisch koningshuis. Kroonprins Willem-Alexander en prinses Máxima vertegenwoordigden het Nederlandse koningshuis.

## Westminster Abbey
Het echtpaar verkoos om de inzegening in Westminster Abbey te laten plaatsvinden. Onder meer het huwelijk van Elizabeth II en prins Philip in 1947, van prinses Margaret en Antony Armstrong-Jones in 1960, van prinses Anne en Mark Phillips in 1973 en van prins Andrew en Sarah Ferguson in 1986 vonden hier plaats. Het huwelijk van kroonprins Charles, de huidige koning Charles III, en lady Diana Spencer in 1981 vond plaats in St Paul's Cathedral. En toen kroonprins Charles hertrouwde met Camilla Parker Bowles, gebeurde dit in Windsor Guildhall en de kleinere St George's Chapel in Windsor Castle.

## Trivia
- Er werden zo'n 600.000 mensen in Londen verwacht en het aantal televisiekijkers werd op 2 miljard geschat.